# Charles Lloyd
Charles Lloyd nació el 15 de marzo de 1938 en Memphis, Tennessee (EE. UU.). Es un músico estadounidense de jazz.

## Comienzos
Lloyd comenzó a tocar el saxofón a los nueve años, además de tomar lecciones de piano, gracias al pianista Phineas Newborn. Creció en Memphis y recibió influencias del blues, góspel y jazz tan presentes en la ciudad. Tiene raíces africanas, cherokees, mongolesas e irlandesas. Su primer maestro de saxo fue Irvin Reason. Su amigo de infancia más cercano fue el genial trompetista Booker Little (1938-1961). Lloyd dice de esos años: "En Memphis, de niño, la música sonaba por todos los rincones de la ciudad, a todas horas. Entonces, uno aprendía a respetar a sus mayores. Podías escuchar a Charlie Parker, Coleman Hawkins, Lester Young, Billie Holiday, Duke Ellington, Bobby Blue, Howlin 'Wolf, B. B. King, Phineas Newborn... les reverenciábamos." Como adolescente Lloyd tocó jazz con el saxofonista George Coleman, con Harold Mabern y Frank Strozier, y se convirtió en acompañante habitual de las bandas de blues de B. B. King, Howlin' Wolf, Bobby "Blue" Bland entre otros. 
En 1956 Lloyd dejó Memphis por Los Ángeles para obtener una licenciatura en música en la Universidad del Sur de California, donde estudió con Halsey Stevens, cuya especialidad era Bartók. Por la noche, tocó en clubs de jazz con Ornette Coleman, Billy Higgins, Scott LaFaro, Don Cherry, Charlie Haden, Eric Dolphy, Bobby Hutcherson y otros artistas de jazz de la costa oeste. También fue miembro de la Big Band de Gerald Wilson.

## Primeros 60
En 1960, Lloyd fue invitado a convertirse en director musical del grupo de Chico Hamilton cuando Eric Dolphy se fue para unirse a la banda de Charles Mingus. El guitarrista húngaro Gábor Szabó y el bajista Albert "Sparky" Stinson pronto se unieron a Lloyd en la banda. Los álbumes de Hamilton para el sello Impulse!, Passin 'Thru y Man from Two Worlds, presentaban música arreglada y escrita casi en su totalidad por Lloyd.
También colaboró con el baterista nigeriano Babatunde Olatunji. Se unió al Cannonball Adderley Sextet en 1964, y actuó con Nat Adderley, Joe Zawinul, Sam Jones y Louis Hayes en ese grupo mítico. Durante dos años se quedó con Cannonball Adderley, a quien atribuye su propio desarrollo como líder. 
En 1964 Lloyd firmó con CBS Records y comenzó a grabar como líder. Sus grabaciones en CBS, Discovery! (1964), y Of Course, Of Course (1965), con Roy Haynes y Tony Williams en la batería, Richard Davis y Ron Carter en el bajo, Gabor Szabo en la guitarra y Don Friedman en el piano, le llevaron a ser votado en Down Beat como "Nueva estrella." 

## Cuarteto
Lloyd dejó a Cannonball Adderley en 1965 para formar su propio cuarteto estable, un conjunto que incluyó al pianista Keith Jarrett, el baterista Jack DeJohnette y el bajista Cecil McBee. Su primer lanzamiento juntos fue una grabación de estudio, Dream Weaver, seguido de Forest Flower: Live at Monterey (1966). Forest Flower fue una de las primeras grabaciones de jazz en vender un millón de copias, convirtiéndose en un éxito en las radios FM. 
El cuarteto de Lloyd fue el primer grupo del jazz en aparecer en el auditorio Fillmore West en San Francisco. Crearon una fusión de la improvisación, el jazz de vanguardia, y el free jazz con el rock psicodélico de los años 60. Lloyd fue invitado a tocar en álbumes de rock de grupos punteros como The Doors, The Byrds, Aashish y Pranesh Khan, y los Beach Boys. Miles Davis y otras figuras del jazz fueron influenciadas. El Cuarteto también compartió conciertos con Jimi Hendrix, Janis Joplin, Cream, The Grateful Dead y Jefferson Airplane.
En 1967 Lloyd fue elegido "Artista de Jazz del Año" por la revista Down Beat, y el Cuarteto fue invitado a recorrer el mundo. El Lloyd Quartet encontró una cálida acogida en Europa, en los nuevos festivales de jazz de Montreux, Antibes y Molde. Sus actuaciones en el Lejano Oriente, la Unión Soviética y las naciones del bloque del este de Europa fueron a menudo la primera vez que estas audiencias habían oído un grupo de jazz americano en vivo. En 1967, su Cuarteto se convirtió en el primer grupo de jazz de los Estados Unidos en tocar en la URSS por invitación del pueblo soviético en lugar de a través del patrocinio del gobierno. Su primera parada fue Tallin y conciertos posteriores se llevaron a cabo en Leningrado y Moscú.
A Lloyd se le reconoce ser el primero en anticiparse a la world music, al incorporar música de otras culturas en sus composiciones ya a finales de los años cincuenta. Peter Watrous declaró: "Lloyd ha inventado una extraña y hermosa destilación de la experiencia americana, en parte abandonada y salvaje, en parte inmensamente controlada y sofisticada".
A pesar de haber grabado varios álbumes durante la década de los 70 y aparecido como sideman, se retiró a su casa de Big Sur y prácticamente desapareció de la escena del jazz. Durante los años 70 Lloyd tocó sobre todo con los Beach Boys tanto en sus grabaciones de estudio como miembro de su banda de gira. También fue miembro de Celebration, una banda compuesta por miembros de los Beach Boys, así como por Mike Love y Al Jardine. Celebration lanzó dos álbumes.
Lloyd regresó al mundo del jazz en 1981 cuando hizo una gira con Michel Petrucciani. El crítico de jazz británico Brian Case calificó el regreso de Lloyd de "uno de los acontecimientos de los años 80". El grupo produjo un casete de edición especial, Night Blooming Jasmine y dos discos en vivo, Montreux 82 y A Night in Copenhagen, que también cuenta con Bobby McFerrin. Después de la gira, Lloyd nuevamente se retiró a Big Sur.
En 1986, después de ser hospitalizado en un estado clínico grave, Lloyd volvió a dedicarse a la música. Cuando recuperó su fuerza en 1988, formó un nuevo cuarteto con el pianista sueco Bobo Stenson. Cuando Lloyd regresó al Festival de Montreux en 1988, el crítico suizo Yvan Ischer escribió: "Ver y escuchar a Charles Lloyd en concierto es siempre un acontecimiento, no sólo porque este saxofonista ha estado en varias encrucijadas, sino también porque parece que tiene una verdad impalpable que lo convierte en un músico completamente original ... Esto es lo que llamamos gracia. "

## Etapa en ECM
En 1989 Lloyd hizo su primera grabación para el sello alemán ECM. Manfred Eicher, fundador y productor de ECM, comparó esta primera grabación con una pintura de Giacometti, diciendo: "Realmente creo que esta es la esencia refinada de lo que la música debe ser. Toda la carne se ha ido, sólo los huesos permanecen". Entre los álbumes para ECM destacan Canto, Voice in the Night, The Water Is Wide (con Brad Mehldau, John Abercrombie, Larry Grenadier y Billy Higgins), Lift Every Voice (con Geri Allen) y Rabo de Nube, en vivo (con Jason Moran).
Los álbumes de Lloyd para ECM contienen elementos de world music y de experimentación, como en los duetos con su amigo, Billy Higgins.
Mirror, su segunda grabación con el New Quartet (2010), ha sido llamado un "clásico Charles Lloyd". Rabo de Nube, que toma su título de la versión que incluye del tema de Silvio Rodríguez, capturó el cuarteto "en vivo" y fue votado N.º 1 de grabación para los lectores de Jazz Times de 2008.
Lloyd colaboró con la cantante clásica griega, María Farantouri, en un concierto en el Teatro Herodion en la Acrópolis. Ta Nea, un periódico de Atenas, declaró: "La música no tiene fronteras ... La audiencia estaba llena de un éxtasis dionisíaco, mientras que la música tenía reminiscencias de una feria de Hypiros, al mismo tiempo que le llevó al corazón de la ciudad de Nueva York. " Este concierto fue grabado y el concierto de Atenas fue lanzado por ECM en 2011.

## Años recientes
Lloyd celebró su 75 cumpleaños en 2013 con conciertos en el Templo de Dendur en el Museo Metropolitano y el Kennedy Center Concert Hall. El 25 de junio de 2014 se anunció que a Lloyd se le concedía el Premio de Maestros de Jazz NEA 2015. Lloyd fue galardonado en la gala de las leyendas del jazz del Festival de Jazz de Monterey de 2014. Lloyd fue el destinatario del Premio Internacional de Música Alfa Jazz Fest de 2014.
En enero de 2015, se anunció que Lloyd había firmado con Blue Note Records. Wild Man Dance, una grabación en vivo de una suite de larga duración encargada por el Jazztopad Festival en Wroclaw, Polonia, fue lanzado en abril de 2015. Lloyd fue distinguido con un doctorado honoris causa por el Berklee College of Music, en una ceremonia en el Festival de jazz de Umbria, en julio de 2015. En 2016, Lloyd fue incluido en el Salón de la Fama de la Música de Memphis.
Aunque el saxo tenor y la flauta son sus principales instrumentos musicales, también grabó ocasionalmente con el saxo alto y otros instrumentos de lengüeta más exóticos. Un crítico ha dicho de él: "Es lírico por vocación y espiritual por tradición, la que le liga a su maestro John Coltrane y, mutatis mutandis, a Lester Young." Y también que su mejor calidad interpretativa la da en directo. Aunque saca sus mejores cualidades ante el público se puede afirmar que en realidad no toca para la audiencia sino para sí mismo y para poder explorar en compañía armonías nuevas de músicas comunes a todos.
Lloyd dice de su música: "La ternura. Eso es lo que el mundo necesita. A menudo me vienen con que mi música es demasiado blanda. Lo que es, es tierna. Y lo es porque el mundo necesita ternura. Soy un soñador, un visionario, pretendo cambiar el mundo y para ello cuento con la mejor arma: mi música".

## Discografía

### Como líder
- Discovery! (1964, Columbia)
- Of Course, Of Course (1965, Columbia)
- Nirvana (1968, Columbia)
- Dream Weaver (1966, Atlantic)
- Forest Flower (1966, Atlantic)
- The Flowering (1966, Atlantic)
- Charles Lloyd in Europe (1966, Atlantic)
- Love-In (1967, Atlantic)
- Journey Within (1967, Atlantic)
- Charles Lloyd in the Soviet Union (1967, Atlantic)
- Soundtrack (1968, Atlantic)
- Moon Man (1970, Kapp)
- Warm Waters (1971, Kapp)
- Waves (1972, A&M)
- Geeta (1973, A&M)
- Morning Sunrise (1973, ADC)
- Weavings (1978, Pacific Arts)
- Koto (1978, ADC) - also released as Pathless Path (1979, Unity)
- Big Sur Tapestry (1979, Pacific Arts)
- Autumn in New York Volume One (1979, Destiny)
- Montreux 82 (1982, Elektra/Musician)
- A Night in Copenhagen (1983, Blue Note)
- Fish Out of Water (1989, ECM)
- Notes from Big Sur (1992, ECM)
- Acoustic Masters I (1993, Atlantic)
- The Call (1993, ECM)
- All My Relations (1994, ECM)
- Canto (1996, ECM)
- Voice in the Night (1999, ECM)
- The Water Is Wide (2000, ECM)
- Hyperion with Higgins (2001, ECM)
- Lift Every Voice (2002, ECM)
- Which Way is East (2004, ECM)
- Jumping the Creek (2005, ECM)
- Sangam (2006, ECM)
- Rabo de Nube (2008, ECM)
- Mirror (2010, ECM)
- Athens Concert, con María Farantoúri (2011, ECM)
- Hagar's Song, con Jason Moran (2013, ECM)
- Wild Man Dance (2015, Blue Note)
- I Long To See You (2016, Blue Note)
- ‘’The Sky Will Still Be There Tomorrow’’ (2024, Blue Note)

### Como sideman
Con Chico Hamilton
- Bye Bye Birdie - Irma La Douce (1960, Columbia)
- The Chico Hamilton Special (1960, Columbia)
- Drumfusion (1962, Columbia)
- Transfusion (1962, Studio West)
- Passin' Thru (1962, Impulse!)
- A Different Journey (1963, Reprise)
- Man From Two Worlds (1963, Impulse!)
- Chic Chic Chico (1965, Impulse!)

Con Les McCann
- Les McCann Sings (1961, Pacific Jazz)

Con Cannonball Adderley
- Cannonball Adderley Live! (1964, Capitol)
- Cannonball Adderley's Fiddler on the Roof (1964, Capitol)
- Radio Nights (1991, Night)

Con The Beach Boys
- Surf's Up (1971, Caribou)
- Holland (1972, Brother)
- 15 Big Ones (1976, Brother)
- M.I.U. Album (1978, Brother)

Con Canned Heat
- Historical Figures and Ancient Heads (1971, United Artists)

Con The Doors
- Full Circle (1972, Elecktra)

Con Harvey Mandel
- The Snake (1972, Janus) - appare in un brano

Con Gabor Szabo
- Gabor Szabo Live (1973, Blue Thumb) - appare in un brano

Con Roger McGuinn
- Roger McGuinn (1973, Columbia) - appare in Dragguin

Con William Truckaway
- Breakaway (1976, Reprise)

Con Celebration
- Almost Summer: Music from the Original Motion Picture (1978, MCA)
- Celebration (1979, Pacific Arts)
- Disco Celebration (1979, ADC)

Con Joe Sample
- Old Places, Old Faces (1995, Warner Bros. Records)

Con Mark Isham
- Afterglow: Music from the Motion Picture (1998, Columbia)